# Gottfried Diener
Gottfried Diener   (Zúric, 1 de novembre de 1926 - Engelberg, 26 de maig de 2015) fou un pilot de bob suís que va competir durant la dècada de 1950.
El 1956 va prendre part Jocs Olímpics d'Hivern de Cortina d'Ampezzo, on guanyà la medalla d'or en la prova de bob a quatre del programa de bob. Formà equip amb Franz Kapus, Heinrich Angst i Robert Alt. En el seu palmarès també destaquen dues medalles d'or al Campionat del món de bob.